# 台灣全民食物銀行
台灣全民食物銀行，全名社團法人台灣全民食物銀行協會（英語：Taiwan People's Food Bank Association），2011年5月成立，前身為「社團法人台灣基督食物銀行協會」，2012年更名為現名並經內政部立案，是台灣一個致力於減少食物浪費並支援全台公益組織的食物銀行。組織宗旨為「資源不浪費、台灣無飢餓」，透過蒐集剩食與蔬果等物資，整理後無償提供給全台社福組織。2012年加入全球食物銀行網絡（GFN），成為在台唯一認證會員。

## 組織沿革
2011年5月29日，「社團法人台灣基督食物銀行協會」成立，2012年正式更名為「社團法人台灣全民食物銀行協會」。同年，加入全球食物銀行網絡（GFN），成為台灣唯一獲認證的會員。2016年，成為台灣公益團體自律聯盟一員，同年推出紀錄片《溫度》，描述食物對弱勢家庭的重要性，影片在YouTube獲得超過292萬次觀看。
2016年發起「偏鄉教室營養補充包」計畫，協助偏遠地區孩童補充營養，解決隱性飢餓問題。2018年起推廣世界糧食日活動。2020–2021年疫情期間，發起「疫起給力箱」援助計畫，動員資源支援弱勢家庭。
2022–2023年展開「原鄉學校台灣油芒復育計劃」，推動台灣油芒復育，結合食農教育與原住民文化傳承。

## 服務項目

### 實物資源整合分配
協會與食品製造商、量販店、宗教團體等合作，蒐集愛心食物，在全台五大區（台北、台中、高雄、台東、花蓮）設置據點，採「組織對組織」模式，將物資分配予中小型社福團體。
合作對象包括：弱勢家庭、街友、身心障礙者、失智者、外籍勞工、新住民、兒童、原住民、長者、青少年等族群。

### 偏鄉學童營養補充與宣導
2016年起，提供教育部認定的偏遠地區學校營養補充包，並與大專院校營養系合作辦理講座。2019年獲得台灣營養學會「社區營養教育貢獻獎」。

### 原鄉傳統作物復耕
2022年起，協會與花蓮縣與屏東縣原鄉部落學校合作推動「台灣油芒」復育。該作物具有高營養、耐旱抗鹽等特性，被稱為「未來超級食物」。

## 學術研究
- 國立政治大學 國家發展研究所 蔡竺君碩士論文：〈糧食安全、剩食議題與食物銀行：比較臺灣食物銀行聯合會與臺灣全民食物銀行協會〉[8]

## 外部連結
- The Global FoodBanking Network (GFN)
- 台灣公益資訊中心
- Give2Asia
- 台灣全民食物銀行協會